# 基特遜縣
基特遜縣（英語：Kittson County）是美国明尼蘇達州西北角的一個郡，北鄰加拿大曼尼托巴省，西鄰北达科他州，面積2,858平方公里。根據2020年美國人口普查，共有人口4,207人。縣治哈洛克市（Hallock）。該縣成立於1878年3月9日，縣名紀念毛皮商、蒸汽船商、鐵路商諾曼·基特遜（Norman Kittson）。